# William Waterhouse
William Waterhouse (* 18. Februar 1931 in London; † 5. November 2007 in Florenz) war ein britischer Fagottist, Musikwissenschaftler, Hochschullehrer und Autor.
Waterhouse studierte ab 1948 am Royal College of Music Fagott bei Archie Camden, lernte Viola bei Cecil Aronowitz und nahm Kompositionsunterricht bei Gordon Jacob. Von 1953 bis 1955 war er zweiter Fagottist am Covent Garden, von 1955 bis 1958 Fagottist beim Orchestra della Svizzera italiana in Lugano, von 1958 bis 1965 Solo-Fagottist des London Symphony Orchestra und von 1965 bis 1975 in gleicher Stellung beim BBC Symphony Orchestra, dabei arbeitete er mit Künstlern wie Arturo Toscanini, Wilhelm Furtwängler, Pierre Monteux, Swjatoslaw Richter und Maria Callas zusammen. Seit 1959 war er Mitglied im Melos Ensemble. Waterhouse hatte von 1966 bis 1996 eine Professur am Royal Northern College of Music. Komponisten wie Jean Françaix, Victor Bruns, Gordon Jacob und sein Sohn Graham Waterhouse haben ihm Werke gewidmet.
William Waterhouse trat als Autor mit Artikeln für das New Grove Dictionary of Music and Musicians und als Verfasser der UE Bassoon Edition hervor. Sein Standardwerk Bassoon aus der Reihe Yehudi Menuhin Music Guides erschien auf Deutsch unter dem Titel Fagott. Er verfasste The New Langwill Index: A dictionary of musical wind-instrument makers and inventors (erschienen 1993) und erhielt dafür 1995 den C. B. Oldman Prize. 2008 wurde ihm postum der Curt Sachs Award der American Musical Instrument Society zuerkannt.

## Schriften
- Bassoon. Kahn & Averill, London 2003, ISBN 1-871082-68-4. (Reihe Yehudi Menuhin Music Guides.)
Deutschsprachige Ausgabe: Fagott. Deutsche Übersetzung von Klaus Gillessen. Bärenreiter, Kassel u. a. 2006, ISBN 3-7618-1871-8. (Details zum Buch, Rezension)